# Signoria di Overijssel
La Signoria di Overijssel (in olandese heerlijkheid Overijssel) è stata una signoria storica all'interno del Sacro Romano Impero. La Signoria di Overijssel nasce nel 1528 come divisione del Principato vescovile di Utrecht tra la stessa signoria, la Signoria di Utrecht e la Contea di Drenthe in seguito alla conquista di Carlo V d'Asburgo del Principato durante le guerre di Gheldria. Carlo V istituì la carica di statolder quale governatore della signoria in sua vece.
Con l'atto di abiura del 1581, Filippo II di Spagna dovette concedere l'autonomia alla Repubblica delle Sette Province Unite e la Signoria di Overijssel, che ne faceva parte in qualità di provincia, cessò di esistere come stato autonomo. Da allora la Signoria di Overijssel fu governata da uno Statolder nominato dagli Stati Generali.
Formalmente la Signoria di Overijssel continuò ad esistere fino al 1795, quando con la rivoluzione batava la Repubblica delle Sette Province Unite, rimpiazzata dalla Repubblica Batava, cessò di esistere.